# Holdridge Island
Holdridge Island – niezamieszkana wyspa w Archipelagu Arktycznym, w regionie Qikiqtaaluk, na terytorium Nunavut, w Kanadzie. Znajduje się u zbiegu Cieśniny Hudsona i Morza Labradorskiego. Sąsiaduje m.in. z Leading Island, King Island, Niels Island, Observation Island, Dolphin Island, Clark Island, Lawson Island i MacColl Island.